# Finances locales
Les finances locales concernent le budget des collectivités locales.[tautologie]
Selon une définition étroite, les finances des collectivités locales désignent les opérations de « paiement », d'« argent », de règlement, l'ensemble des recettes et des dépenses, ou encore l'exécution des droits et obligations financiers desdites collectivités. Selon une acception large, les finances des collectivités locales englobent toutes les activités ayant directement ou indirectement trait à l'ensemble des opérations financières de ces unités décentralisées : analyse des recettes et des dépenses, étude des paiements et de l'argent, moyens financiers, cadre budgétaire et politique financière (processus et programmation budgétaire, gestion administrative, financière et comptable, patrimoine, trésorerie, autofinancement et risque financier).

## Les principales ressources
- les impôts locaux, notamment sur l'habitat, le foncier, les entreprises (taxe professionnelle...)
- des subventions de l'État
- des recettes provenant des services locaux (lignes de bus, alimentation en eau, collecte des ordures ménagères, cantines scolaires, alimentation general, stationnement)
- les emprunts

## Les principales dépenses
- les charges de fonctionnement, notamment les salaires du personnel
- les aides sociales et les subventions diverses
- les équipements (voirie, éclairage, bâtiments collectifs, véhicules...)
- les charges d'emprunt

## Règles et contrôles
Dans la plupart des pays, l'État fixe des règles et exerce un contrôle sur les finances locales. En France, les Chambres régionales des comptes sont chargées de cette mission de contrôle, après que le plus souvent le Préfet a examiné les documents budgétaires que doivent lui transmettre les autorités locales.

## Sources
1. ↑  J. Chabih, Les finances des collectivités locales au Maroc : Essai d'une approche globale des finances locales, L'Harmattan, 2005, p. 7.